# آینولا

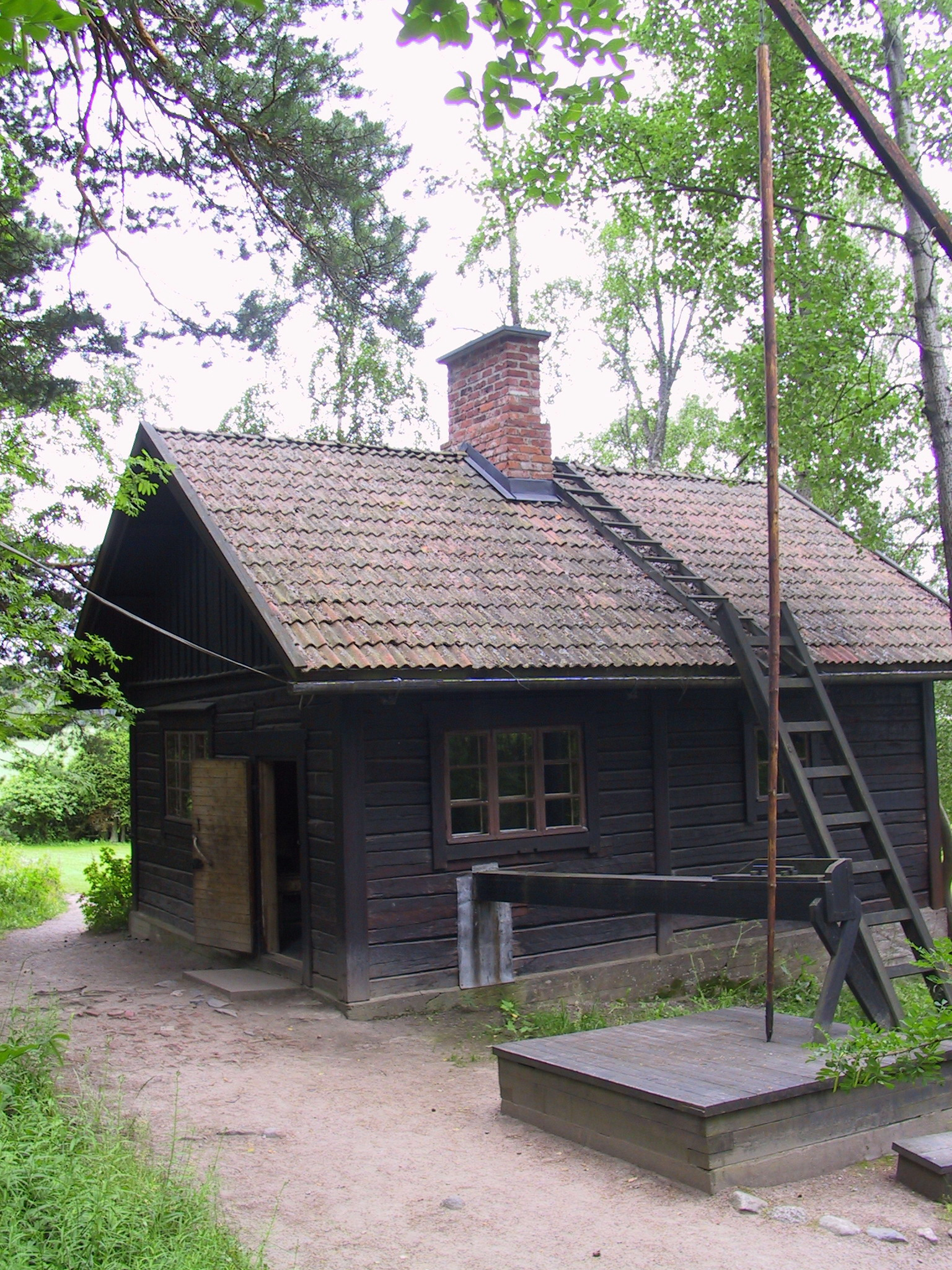
طراحی سونای این منزل توسط آینو سیبلیوس همسر ژان سیبلیوس انجام شده‌است.

آینولا (انگلیسی: Ainola) که به‌معنای «خانهٔ آینو» است، نام منزلی است که ژان سیبلیوس به همراه همسرش آینو سیبلیوس و فرزندانشان از سال ۱۹۰۴ تا ۱۹۷۲ میلادی در آن زندگی می‌کردند.
این خانه در ساحل خوش‌منظرهٔ دریاچه توسولا در یارونپا، در ۳۸ کیلومتری شمالِ هلسینکی پایتخت فنلاند واقع شده‌است و طراح آن، معمار برجستهٔ فنلاندی لارس سونک بود. ژان سیبلیوس از سونک خواسته بود که اتاق پذیرایی را به گونه‌ای طراحی کند که هم منظرهٔ رو به دریاچه داشته باشد و هم منظرهٔ رو به باغ و سرسبزی. در این خانه لوله‌کشی آب تا پس از مرگ سیبلیوس انجام نشد، چرا که سیبلیوس هیچ‌گونه صدایی را که هنگام آهنگسازی، موجب حواس‌پرتی‌اش شود نمی‌خواست.
زندگی این خانواده در این منزل توسط منشی مخصوص سیبلیوس «سانتری لِواس» در سال ۱۹۴۵ در کتابی به نام «ژان سیبلیوس و خانه‌اش» به خوبی شرح داده شد.
ژان سیبلیوس در ۲۰ سپتامبر ۱۹۵۷ در این خانه درگذشت و در محوطهٔ باغ آن دفن شد. همسرش آینو ۱۲ سال بعدی را در آنجا ماند و در ۸ ژوئن ۱۹۶۹ میلادی درگذشت و در کنار همسرش دفن شد.
در سال ۱۹۷۲ میلادی، دختران سیبلیوس این منزل را به دولت فنلاند فروختند و انجمن سیبلیوس فنلاند با همیاری «وزارت آموزش» فنلاند، آن را برای بازدید عموم بازگشایی کردند.
این خانه از ماه مه تا سپتامبر برای بازدید همگانی باز است. از میان لوازم شخصی سیبلیوس در این منزل می‌توان به پیانوی بزرگی اشاره کرد که به مناسبت پنجاهمین زادروزش دریافت داشته بود و همچنین نقاشی‌هایی که توسط برادر زنش اِرو یارنه‌فلت کشیده شده‌اند.